# Sentinelesen
Die Sentinelesen (auch als Sentineli bezeichnet) sind ein von der Außenwelt isoliertes indigenes Volk auf North Sentinel Island, einer Insel der Andamanen im Golf von Bengalen, die von Indien als Teil des Unionsterritoriums Andamanen und Nikobaren verwaltet wird. Sie leben als Jäger und Sammler auf der 7,8 km × 7 km großen Insel (59,67 km²), die fast vollständig von tropischem Regenwald bedeckt ist. Die Volkszählung in Indien 2011 gibt die Zahl ihrer Angehörigen mit 15 an, 12 Männer und 3 Frauen.:158xx Es wird aber geschätzt, dass zwischen 100 und 150 Sentinelesen auf der Insel leben könnten.:7 Für das Jahr 2001 wurden 39 und für 1991 insgesamt 24 Angehörige angegeben; 1911 wurde die Zahl von 117 Sentinelesen ermittelt.:6 Sie gehören zu den Andamanern und sprechen eine undokumentierte andamanische Sprache.
Die Sentinelesen werden von der indischen Zentralregierung als „registrierte Stammesgemeinschaft“ anerkannt, darüber hinaus als „besonders gefährdete Stammesgruppe“.:162 Beide administrativen Einteilungen gewähren besondere staatliche Schutzrechte. Weil die Sentinelesen seit Langem die Kontaktaufnahme von Fremden auch mit kämpferischen Mitteln ablehnen, hat die Regierung jeden Kontaktversuch mit ihnen verboten und eine Sperrzone von drei Kilometern um die Insel errichtet (siehe unten).
Der Ethnologe Vishvajit Pandya von der Universität Delhi wies darauf hin, dass die Sentinelesen schon seit Langem eine Vorstellung von der Außenwelt hätten, da der Golf von Bengalen ein seit Jahrhunderten genutzter Handelsweg sei. Von „Unberührtheit“ könne daher bei ihnen nicht die Rede sein.
| Sentinelesen:6 | Sentinelesen:6 |
| Jahr           | Zahl           |
| -------------- | -------------- |
| 2021           | 50–80          |
| 2011           | 015            |
| 2001           | 039            |
| 1991           | 024            |
| 1981           | 100            |
| 1971           | 082            |
| 1961           | 050            |
| 1931           | 050            |
| 1921           | 117            |
| 1911           | 117            |

## Einordnung

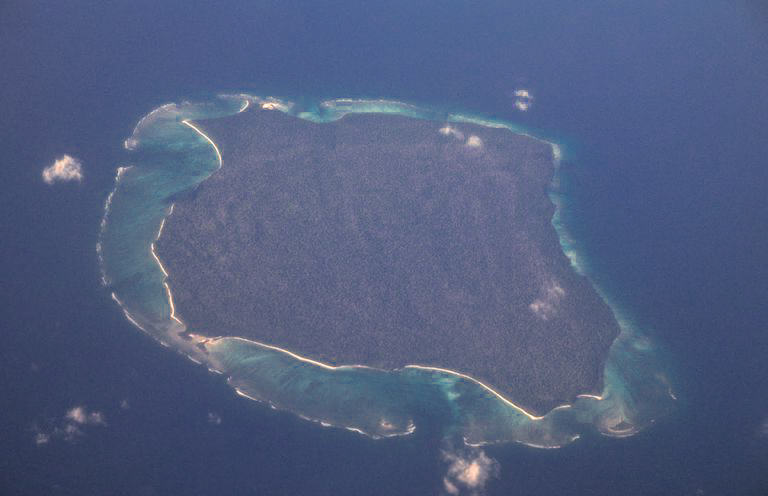
Luftaufnahme von North Sentinel Island, 12 km lang und 10 km breit, höchste Erhebung: 122 m; die Insel ist umgeben von Korallenriffen, die eine Annäherung von Schiffen blockieren (2018)

Veränderungen der Siedlungsgebiete der indigenen Völker auf den Andamanen:
Links um 1800; rechts um 2000
Sentinelesen (ihr Inselterritorium ist bis heute unberührt – geschätzt 39 Angehörige 2001)
Groß-Andamaner (um 1800 insgesamt 10 Gruppen – Angehörige 2001)
Jarawa (240 Angehörige 2001)
Onge (96 Angehörige 2001)
Jangi (in den 1920ern ausgestorben)
nicht-indigenes / unbewohntes Gebiet

Bereits 1789–93 gab es auf dem ursprünglichen Heimatland der Jarawa einen starken Bevölkerungsrückgang. Nach dem Tsunami 2004 zogen sich die Onge und Groß-Andamaner auf isolierte Siedlungen zurück; die Jarawa veränderten ihre Siedlungen und besetzten das ehemalige Heimatland der Groß-Andamaner.
Nach ihren physischen Merkmalen werden die Sentinelesen den Negritos zugeordnet, einer Sammelbezeichnung für mehrere kleinwüchsige und kraushaarige Ethnien, die zumeist in abgelegenen Regionen der malaiischen Inselwelt leben. Videoaufnahmen aus dem Jahr 1991 zeigen allerdings „ganz entgegen aller [sic] Negrito-Erwartungen ziemlich große und muskulöse […] Erwachsene und Kinder“.:216
Die Insel wurde vermutlich von South Andaman Island aus besiedelt. Die dort lebenden Jarawa, mit denen die Sentinelesen näher verwandt zu sein scheinen als mit anderen Andamanern, überwanden die rund 35 Kilometer zur nächstgelegenen Küste beim heutigen Port Muat wahrscheinlich mit Bambusflößen oder Auslegerkanus.:670
Die Sprache der Sentinelesen ist nicht erforscht. Sie wird allein aus geographischen Gründen den andamanischen Sprachen zugerechnet. Die bekannten Sprachen der nächstgelegenen Nachbarvölker, etwa die auf Little Andaman lebenden Onge oder die der Jarawa, sind untereinander verwandt. Mit der sentinelischen Sprache teilen diese offenbar kein ausreichend gemeinsames Vokabular, um als Bindeglied dienen zu können. Onges, die in den 1980er-Jahren auf die Insel gebracht wurden, konnten die Sprache der Sentinelesen nicht verstehen.
Die Sentinelesen sind das letzte isoliert lebende indigene Volk auf den Andamaneninseln, nachdem die benachbarten Jarawa seit 1998 Kontakt mit indischen Siedlern haben.
Es gibt in Verbindung mit der Untersuchung der Sprache genetische Hinweise darauf, dass die Andamaner möglicherweise Nachfahren der ersten Auswanderungswelle aus Afrika vor rund 100.000 Jahren sind (siehe auch Ausbreitung des Menschen). Wie weit diese Erkenntnisse auch für die Sentinelesen gelten, ist jedoch unklar.

## Lebensweise
Die Sentinelesen sind weltweit eine der letzten Ethnien, die außerhalb der industrialisierten Zivilisation leben (vergleiche Naturvolk). Aufgrund ihrer Abgeschiedenheit ist sehr wenig über sie bekannt, und dies kann nur aus wenigen Beobachtungen und Begegnungen erschlossen werden. Berichte erwähnen keinerlei Kleidung; oft werden die beobachteten Personen als nackt beschrieben, teils mit einer Schmückschnur um die Hüfte. Wurden Waffen gesichtet, dann nur „hausgemachte“ aus den örtlichen Materialien – eine Besonderheit sind die metallenen Spitzen ihrer Pfeile und Wurflanzen. Vermutet wird, dass die Inselbewohner fremde Materialien aus den Wracks mehrerer gestrandeter Schiffe gewinnen konnten. Dokumentiert sind inselnahe Schiffbrüche des Handelsschiffs Nineveh 1867, des Landungsschiffs 532 der portugiesischen Marine 1970, der Rusley 1977 und des Frachters Primrose 1981.:11
Schon früh haben Ethnologen (Anthropologen) die Sentinelesen als „Jäger und Sammler“ (Wildbeuter) beschrieben und finden wiederholt Bestätigungen für diese Einordnung.

### Siedlungen
Für den Bau dauerhafter Behausungen gibt es keine Belege; vermutet wird, dass die Sentinelesen in kurzlebigen Unterständen schlafen. Bei zwei Expeditionen wurden kreisförmig angeordnete, einfache Schlafstätten mit schräggestelltem Palmzweig-Flechtwerk sowie von Steinen umgrenzte Herdstellen vorgefunden. Oft wurde beobachtet, dass sie Feuer nutzen; nicht bekannt ist, ob sie über eine Technik zum Feuermachen verfügen oder gezwungen sind, Feuerstellen dauerhaft in Betrieb zu halten. Beobachtet wurde die Aufbewahrung von Glut in einer Baumhöhle.
Sentinelesen nutzen Naturmaterialien, die sie auf der Insel finden, aber auch Gegenstände und Materialien, die als Strandgut angespült werden. Bei der ersten Expedition im Jahr 1879 wurden einige Gegenstände aufgegriffen und mitgenommen, die sich heute im British Museum in London befinden, darunter ein geflochtener Korb und eine Holzlanze mit Eisenspitze.:10

### Nahrungsgrundlagen
Das Anthropological Survey of India (AnSI), eine Abteilung des indischen Kulturministeriums, nennt 2017 als Ernährungsgrundlagen der Inselbewohner::12
- Kokosnüsse, Wurzeln, Pflanzenknollen, verschiedene Blätter und wahrscheinlich Kochbananen
- eine Wildschweinart, Bienenhonig, Schildkröten und deren Eier sowie verschiedene Arten von Speisefisch und anderen Wassertieren, sowohl aus Lagunen im Inselinneren wie auch aus den Küstenbereichen

### Bootsbau
Die Inselbewohner stellen einbaumartige Kanus aus Holz her, deren Vortrieb über Staken erfolgt. Damit können sie sich auf den Lagunen und an der Küstenlinie entlang bewegen, nicht jedoch tiefere Gewässer befahren, zumal die See während der halbjährigen Monsunzeit sehr rau ist. Bei ufernahen Fahrten zwischen den Korallenriffen wurden sie öfter beobachtet. Die flachen Riffe, die um die ganze Insel herum liegen, ziehen viele Fische an und können Unterteilungen bilden, in denen sich Meerestiere verfangen. Bei dem Erdbeben im Indischen Ozean 2004 mit nachfolgendem Tsunami wurde die tektonische Platte unter der Insel um ein bis zwei Meter angehoben, wodurch sich ihre Küstenlinien ausweiteten und einige der Korallenbänke trockenfielen.:3

## Bedrohungen
Wilderer beuten verstärkt die Fischgründe um die Andamanen aus, was die Nahrungsgrundlagen der Sentinelesen gefährdet. Auch benachbarte indigene Völker wie die Jarawa, die Kontakt mit Außenstehenden haben, klagen immer wieder über Wilderei und deren Auswirkungen auf ihre Nahrungsgründe.
Es wird davon ausgegangen, dass diese Gruppe durch die jahrhunderte-, vielleicht gar jahrtausendelange Isolation auf einer kleinen Insel genetisch extrem homogen, das heißt genetisch stark verarmt ist. Über zahlreiche Generationen hinweg gab es möglicherweise nur Nachkommen aus den Verbindungen zwischen mehr oder weniger verwandten Personen. Einen Genzufluss von außen gab es wohl wegen der Isoliertheit nicht. Daher kam es auf der Insel in der Vergangenheit sicher zu populationsgenetischen Phänomenen wie Gendrift, Gründereffekten oder genetischen Flaschenhälsen. Bei den Sentinelesen dürften auch rezessive Erbkrankheiten häufig auftreten, da die Wahrscheinlichkeit für Homozygotie aufgrund der Verwandtenehen groß ist.
Die Übertragung von Krankheiten bei Kontaktaufnahme, deren Erreger für den Überträger selbst unbemerkt oder harmlos sein können, stellt eine ernste Bedrohung für die Sentinelesen dar, die aufgrund ihrer Abgeschiedenheit auch isoliert von vielen Infektionskrankheiten leben und keine spezifische Immunantwort entwickelt haben dürften. Andere indigene Völker auf den Andamanen wurden durch Gewalt und Krankheiten nach dem Kontakt fast völlig ausgelöscht. Die indische Regierung erkennt bei den Sentinelesen ein Recht auf Autonomie an, hat daher die Insel und das umliegende Gewässer im Radius von drei Kilometern zur verbotenen Zone erklärt und Kontaktaufnahmen zu ihnen verboten.

## Kontakt mit Außenstehenden
In der Vergangenheit gab es immer wieder Versuche, Kontakt mit den Sentinelesen aufzunehmen, um sie zu erforschen. Einige von ihnen wurden verschleppt. Die Sentinelesen reagierten mit Rückzug in den Wald oder sie attackierten die Eindringlinge mit Pfeil und Bogen. Da sie sich gegen jede Art von Annäherung massiv zur Wehr setzen, wurden 1996 die Kontaktversuche von der indischen Regierung vorübergehend eingestellt. Wissenschaftler, die an Kontaktversuchen beteiligt waren, berichteten von einem deutlichen Drohverhalten, das ausschließlich dazu diene, Eindringlinge von der Insel fernzuhalten.
Um 1296 beschrieb der venezianische Händler Marco Polo die Bewohner der Andamanen erstmals – sehr wahrscheinlich nur vom Hörensagen: Sie seien die wildeste und gefährlichste Menschenrasse, die mit Augen, Ohren und Zähnen von Hunden ausgestattet sei.
1771 sah die Besatzung der an der Küste von North Sentinel Island vorbeisegelnden Diligent, ein Vermessungsschiff der Britischen Ostindien-Kompanie, in einer Nacht den Schein mehrerer Feuerstellen. Dies gilt als erstes Zeugnis für auf der Insel lebende Menschen; zu einem Landgang kam es nicht.

### Ab 1800

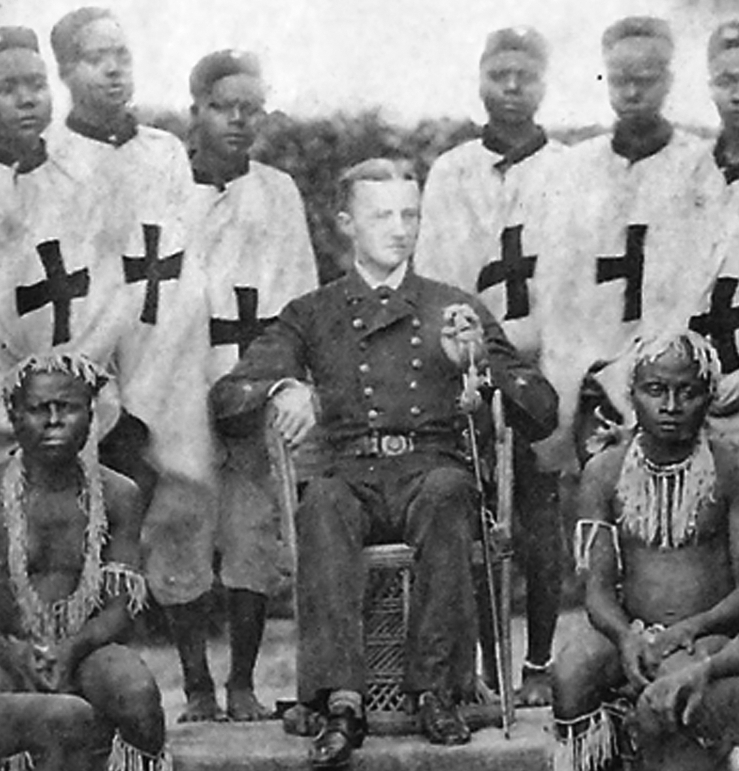
Maurice Vidal Portman, britischer Offizier und Kolonialbeamter der Andamanen, untersuchte auch die Sprachen der Urbevölkerungen, bereute später das Aussterben der Indigenen (um 1880)

1867 lief das indische Handelsschiff Nineveh auf ein Korallenriff vor North Sentinel Island auf. Besatzung und Passagiere retteten sich im Beiboot an den Strand. Am dritten Morgen wurde das Lager von mehreren dunkelhäutigen nackten Männern unter Kampfgeschrei mit Pfeilen angegriffen, deren Spitzen aus Eisen gemacht schienen. Die Schiffbrüchigen konnten sich mit Stöcken und Steinwürfen verteidigen. Alle überlebten und wurden einige Tage später von einem Rettungsdampfer der Britischen Marine aufgenommen. Dies war die erste Sichtung von Menschen, die seitdem nach dem Inselnamen als „Sentinelesen“ bezeichnet werden. Der britische Verwalter (administrator) Homfray versuchte anschließend, der Insel einen Besuch abzustatten.:4 Das zurückgelassene Wrack der Nineveh lieferte den Sentinelesen Materialien wie Metall;:11 vermutlich stammten die Pfeilspitzen der Krieger von einem früheren Schiffswrack oder angeschwemmtem Strandgut.
 1879 betrat der britische Verwalter der Andamanen, Maurice Vidal Portman, als erster Europäer die Insel. Mit einer großen Truppe Bewaffneter und Fährtenlesern anderer Andamanenstämme durchstreifte er tagelang die Insel auf der Suche nach den Einwohnern, an deren Erforschung Portman auch persönliches Interesse hatte. Die Truppe fand einfache Palmzweighütten und Feuerstellen und stieß schließlich auf ein altes Ehepaar mit vier Kindern. Sie wurden zur Untersuchung in die 60 km entfernte Hauptstadt Port Blair auf South Andaman Island verschleppt.
Portman schrieb später bedauernd, dass die Gruppe „schnell erkrankte und der alte Mann und seine Frau starben, sodass die vier Kinder mit vielen Geschenken nach Hause geschickt wurden“. Portman notierte „ihren eigentümlich idiotischen Ausdruck des Gesichts und des Verhaltens“. Die weiteren Folgen dieses Vorfalls sind unklar. Denkbar ist, dass die heimgekehrten Kinder weitere Sentinelesen ansteckten, mit verheerenden Folgen für den Stamm. Eine derartige Katastrophe könnte eine plausible Erklärung für die Feindseligkeit gegenüber der Außenwelt sein.
Portman unternahm bis 1896 mehrere erfolglose Versuche, die Sentinelesen zu kontaktieren, untersuchte die Sprachen der anderen indigenen Inselbevölkerungen und legte eine erste ethnografische Sammlung an. Er erklärte später in einer Rede vor der Royal Geographical Society in London zu seinen Forschungen bei den Indigenen der Andamanen:

“Their association with outsiders has brought them nothing but harm, and it is a matter of great regret to me that such a pleasant race are so rapidly becoming extinct. We could better spare many another.”

„Ihre Verbindungen mit Außenstehenden haben ihnen nichts als Unheil gebracht, und es ist eine Angelegenheit großen Bedauerns für mich, dass eine solch angenehme Rasse so schnell ausgelöscht wird. Wir sollten die vielen anderen lieber verschonen.“

1896 entfloh ein hinduistischer Sträfling dem Gefangenenlager auf den Großen Andamanen mit einem selbstgebauten Floß und trieb bis zur Nord-Sentinel-Insel. Dort fanden Verfolger seine Leiche mit mehreren Pfeilwunden und aufgeschnittener Kehle; Einheimische wurden nicht beobachtet.

### Ab 1900
1903 stattete der britische Verwalter Gilbert Rogers der Insel einen Besuch ab.:4
1911 landete der britische Kolonialbeamte M. C. C. Bonington mit einigen Begleitern an der Westküste der Insel und wurde nicht angegriffen. Laut Bonington flohen acht Männer in den Dschungel und zwei machten sich in Kanus davon. Die Briten gingen einige Kilometer ins Landesinnere, wo sie einige Behausungen fanden, aber nicht auf Widerstand stießen. Bonington glaubte, dass es gelingen könnte, die Sentinelesen durch Geschenke zu „zähmen“.:672 1926 besuchte der britische Verwalter Bonington erneut die Insel.:4
1970 entsandte die indische Regierung ein Landvermessungsteam, um auf der Insel eine Steintafel zu errichten, deren Inschrift die Insel als Teil Indiens deklariert.
1974 machte ein Filmteam des National Geographic einige Aufnahmen von Sentinelesen für den Dokumentarfilm Man in Search of Man. Die Gruppe landete mit einigen Ethnologen, bewaffneten Polizisten und dem indischen Fotografen Raghubir Singh, dem aufsehenerregende Bilder gelangen. Im selben Jahr filmte der österreichische Forschungsreisende Heinrich Harrer auf seiner Andamanen-Expedition die Insel aus der Ferne.
Nach 1974 entstanden einige Film- und Fotoaufnahmen bei späteren Expeditionen der indischen Regierung. Den Sentinelesen wurden dabei immer wieder Geschenke hinterlassen.
 1981 lief der Frachter Primrose in einem Sturm auf ein Korallenriff einige hundert Meter vor der Insel auf. Wegen starken Wellengangs konnten die Seeleute ihr Beiboot nicht zu Wasser lassen. Sie beobachteten, wie sich mehrere Sentinelesen am Strand sammelten, bedrohlich ihre Waffen schwangen und begannen, Boote vorzubereiten. Das anhaltend stürmische Wetter verhinderte eine Annäherung der Sentinelesen und ihre Pfeile erreichten das Schiff nicht. Einige Tage danach erreichte die Indische Marine das Schiff und die Besatzung wurde gerettet. Wegen der Aggressivität der Sentinelesen wurde die Primrose nicht geborgen und blieb vor der Insel liegen.
 1991 kam es zum ersten freundlichen Kontakt zwischen einer Gruppe indischer Regierungsbeamter und einigen Sentinelesen, bei dem diese Säcke mit Kokosnüssen als Geschenk annahmen. Beteiligt waren die beiden Ethnologen Trilokinath Pandit und Vishvajit Pandya sowie als erste Frau die Anthropologin Madhumala Chattopadhyay.
 Nach 1996 wurden die Annäherungsversuche der Regierung vorübergehend eingestellt. Zwischen 1967 und 1994 hatte die politische Linie der Zentralregierung unter dem Motto „Mission der guten Absicht“ gestanden, nun galt: „Hände weg, im Auge behalten“.:16 Seitdem ist die Insel als „Reserviertes Stammesgebiet“ (Tribal Reserve Area) ein militärisches Sperrgebiet, umgeben von einer Drei-Kilometer-Schutzzone.:7 Schiffe und Hubschrauber der Indischen Marine patrouillieren regelmäßig, vor allem wegen fremder Fischer, Schmuggler, Wilderer und Piraten.

### Ab 2000
2004 flog ein Hubschrauber drei Tage nach dem Erdbeben und Tsunami im Indischen Ozean über die Insel, um nach Überlebenden zu suchen. Er wurde mit Pfeilen beschossen.
2005 unternahm die Regierung einen weiteren Versuch der Kontaktaufnahme.:5
2006 wurden zwei Fischer wahrscheinlich von Sentinelesen getötet, nachdem ihr Boot an die Insel getrieben war. Die genauen Todesumstände sind ungeklärt, wie auch die Frage, ob die Fischer heimlich und unerlaubt zur Küste gerudert oder versehentlich vom Kurs abgekommen waren. Die Inselbewohner begruben die Leichen im Sand, spätere Flutwellen legten die Gräber wieder frei. Die Sichtung der Leichen am 28. Januar 2006 durch einen Suchhubschrauber lieferte keinerlei Belege für Gerüchte, die Sentinelesen betrieben Kannibalismus.
2014 unternahm die Regierung einen weiteren Kontaktversuch, bei dem sechzehn Personen angetroffen wurden: sieben Männer, sechs Frauen und drei Kinder.:7
2018 versuchte der US-Amerikaner John Allen Chau, trotz des ihm bekannten Kontaktverbots der indischen Regierung auf die Insel zu gelangen und die Einheimischen zu missionieren. Er wurde von Inselbewohnern getötet. Die USA forderten von der indischen Regierung keine rechtlichen Konsequenzen wegen der Tötung.
2025 wurde der US-Amerikaner Viktor Polyakow verhaftet, nachdem er unerlaubt versucht hatte, mit den Inselbewohnern in Kontakt zu treten. Medienberichten zufolge näherte sich Polyakow der Insel mit einem Boot und legte eine Kokosnuss und eine Dose Cola als Gabe am Strand ab. Die Aktion wurde von den indischen Behörden als Gefährdung der Inselbewohner eingestuft.

## Dokumentationen
- 2019: ZDF-Redaktion Terra X: North Sentinel Island: Betreten verboten! auf YouTube, 16. Juni 2019, abgerufen am 17. Juni 2019 (17 Minuten; mit seltenen Filmaufnahmen und Interviews indischer Ethnologen).